# Ibaraki
Ibaraki (茨城県, Ibaraki-ken) é uma prefeitura do Japão, localizada na região de Kantō na principal ilha de Honshu. A capital é a cidade de Mito.
Em 2019, a população da prefeitura de Ibaraki foi estimada em 2.911,036 habitantes e uma densidade populacional (em 2014) de 480,8 habitantes por km². A área total da prefeitura de Ibaraki é de 6.095 km², dos quais, 3.981,85 km² são de área habitável.

## História
Anteriormente conhecida como Província de Hitachi, a prefeitura de Ibaraki foi formada em 1871, como parte das reformas do governo Meiji e a implementação do sistema de prefeituras no Japão. 

## Geografia
Localizada na região nordeste de Kanto, entre a prefeitura de Tochigi e o Oceano Pacífico e cercada ao norte pela prefeitura de Fukushima e ao sul pela prefeitura de Chiba. Também faz fronteira no sudoeste com a prefeitura de Saitama. O extremo norte da prefeitura é montanhosa, mas a maior parte de seu território é uma planície com muitos lagos.
A distância da prefeitura à capital Tóquio, varia de 30 a 150 quilômetros (100 quilômetros de Mito, capital da prefeitura), em relação a distância do aeroporto de Narita, porta internacional do Japão, a distância é de 40 quilômetros até a cidade científica de Tsukuba. Com uma área de 6,095 km², a prefeitura de Ibaraki ocupa a 24º posição em área no Japão (que possui 47 governos de prefeituras com 370,000 km²) . Com predominância de terra plana, 64 por cento da área (3,913 km²) são apropriados para residência.
Do norte da prefeitura de Ibaraki até o nordeste está a região montanhosa de Abukuma, formada pelas cadeias de Kuji e Taga, no extremo sul, ligadas as montanhas de Yamizo ao redor da bacia fluvial dos rios Yamada, Sato, Kuji e Naka. A regiao de Yamizo começa em seu cume, o mais alto na divisa noroeste da prefeitura que se estende ao sul, até a divisa de Tochigi, abrangendo as montanhas de Kaga, Tsukuba. Na região de Taga, estão as montanhas de Hanazono, Kamine e Takasuzu. A região central até o sudoeste da prefeitura abrange parte da planície de Kanto, Joso, onde estão os rios Kokai e Kinu, que se juntam no extremo sul, ao rio Tone, o maior rio em extensão do país, desaguando no Oceano Pacifico. No sudeste da prefeitura, está a região dos lagos, formada pelos lagos Kasumigaura, segundo maior do pais, e Kitaura no centro. Há uma faixa litorânea de 190 km de comprimento na parte leste da prefeitura.
Segundo os dados oficiais de abril de 2009, a prefeitura de Ibaraki contém 44 municipalidades, divididos em distritos, cidades, vilas e povoados.

### Cidades
Em negrito, a capital da prefeitura.
| - Bando - Chikusei - Hitachi - Hitachinaka - Hitachiomiya - Hitachiota - Hokota - Inashiki | - Ishioka - Itako - Joso (antiga Mitsukaido) - Kamisu - Kasama - Kashima - Kasumigaura - Kitaibaraki | - Koga - Mito - Moriya - Namegata - Omitama - Ryugasaki - Sakuragawa - Shimotsuma | - Takahagi - Toride - Tsuchiura - Tsukuba - Tsukubamirai - Ushiku - Yuki |

### Vilas e povoados
| - Ibaraki - Oarai - Shinosato - Naka - Tokai - Kuji | - Inashi - Ami - Kawachi - Miho - Yachiyo - Sashima | - Sakai - Kita - Tone - Goka - Daigo |

### Distritos
| - Distrito de Higashiibaraki - Distrito de Kitasouma - Distrito de Kuji | - Distrito de Naka - Distrito de Sashima - Distrito de Yuki |

## Economia
A economia da prefeitura de Ibaraki é dependente das indústrias de energia, principalmente, energia nuclear, químicas e de máquinas de precisão, tendo grande parte das empresas de produção situadas na zona industrial à beira-mar de Kashima e da região de Hitachi, além do grande número de empresas de capital estrangeiro estabeleceram dentro da prefeitura. Através do crescimento econômico do Japão após a segunda guerra mundial, estas companhias expandiram rapidamente. Adicionalmente, nos últimos anos, os centros de alta tecnologia e ciência nas cidades de Tsukuba e Tokai adquiriram uma reputação excelente em torno o mundo.
A agricultura é outra atividade econômica importante da prefeitura de Ibaraki, sendo realizada principalmente no interior. Em março de 2011, a prefeitura produziu 25% dos pimentões japoneses e repolhos chineses.

## Cultura

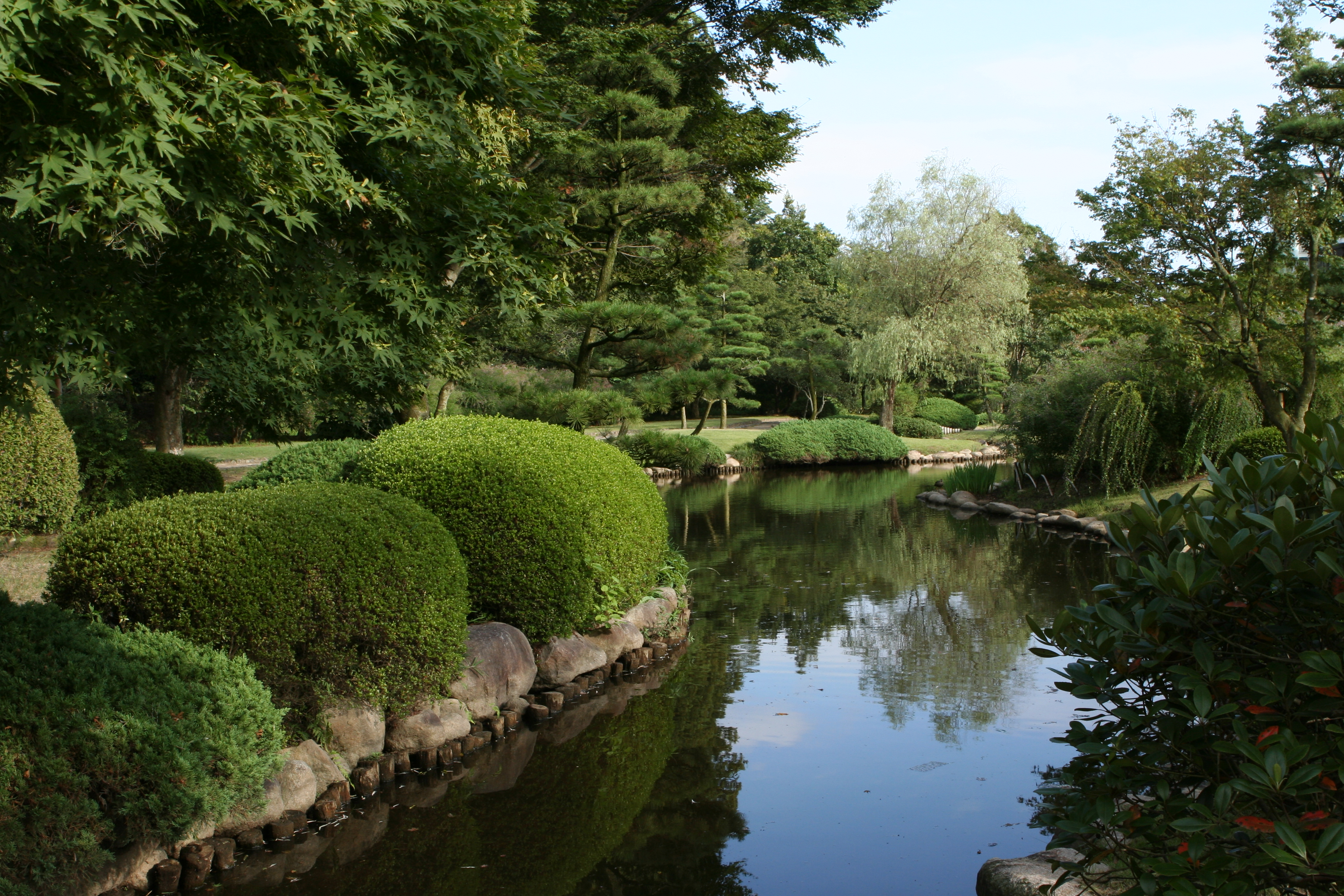
O Jardim de Kairakuen

Ibaraki é famosa por sua produção de natto (soja fermentada) na cidade de Mito, melancias em Kyowa (recentemente unificada como Chikusei), e castanhas na região de Nishiibaraki.
Ibaraki também é famosa pelas artes marciais do estilo Aikido, fundado por Ueshiba Morihei. Ueshiba passou o final de sua vida na cidade de Iwama, hoje parte de Kasama. O Santuário de Aiki e o dojo criados por eles ainda sobrevivem.
Existem ruínas de castelos em muitas cidades, incluindo Mito, Kasama e Yuki.
Kasama é famosa pelo Shinto e pelas artes e cerâmica.
A capital Mito abriga Kairakuen, um dos três jardins mais respeitados do Japão, famoso por suas mais de 3 mil árvores de umê com mais de 100 variedades diferentes.

## Turismo
- Kairaku-en
- Castelo Sakasai
- Monte Tsukuba
- Santuário Kashima
- Museu de História da Prefeitura de Ibaraki
- Parque Hitachi Seaside

## Galeria de imagens

Mapa da prefeitura de Ibaraki
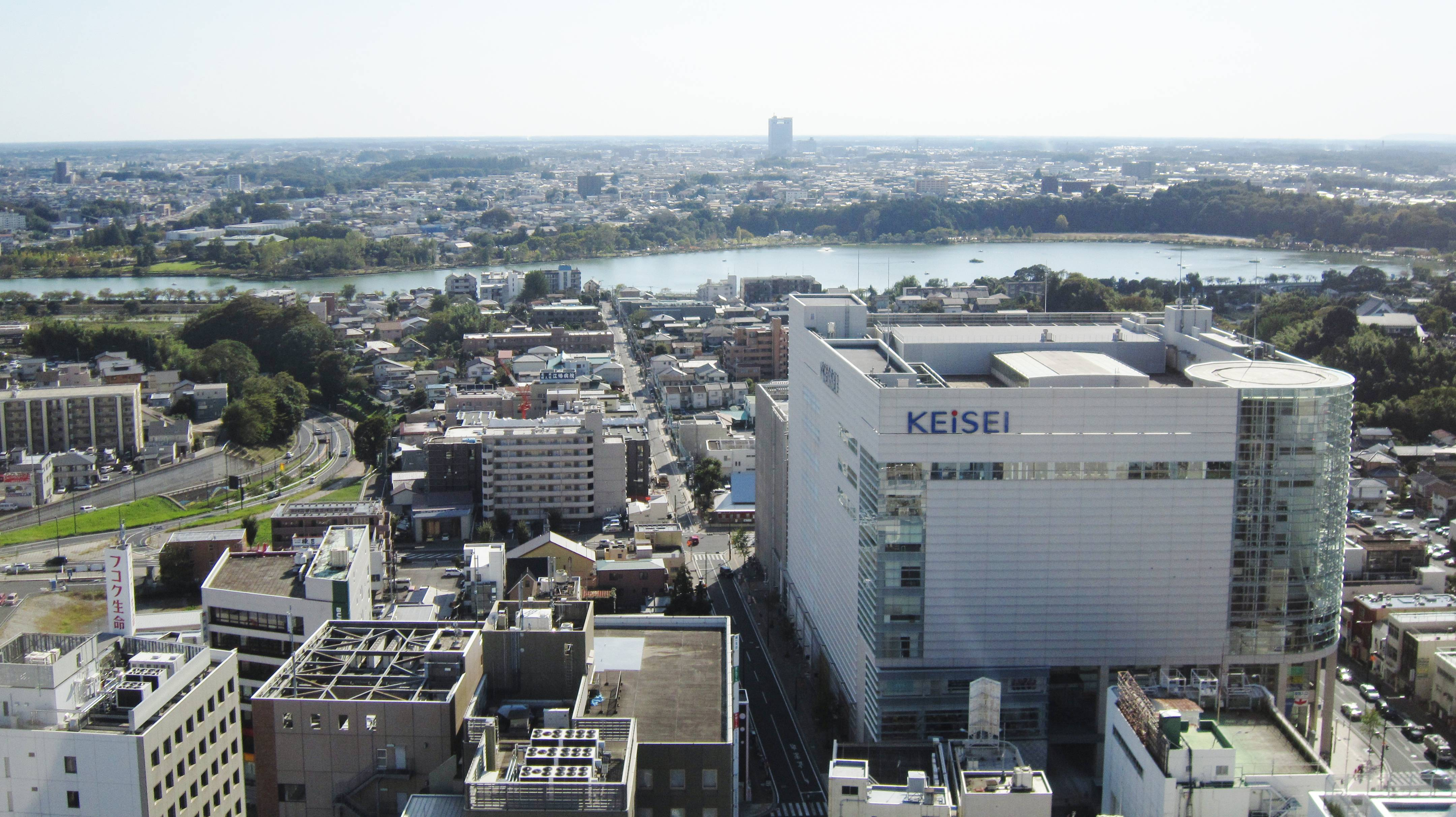
Vista aérea da cidade de Mito, capital da prefeitura de Ibaraki
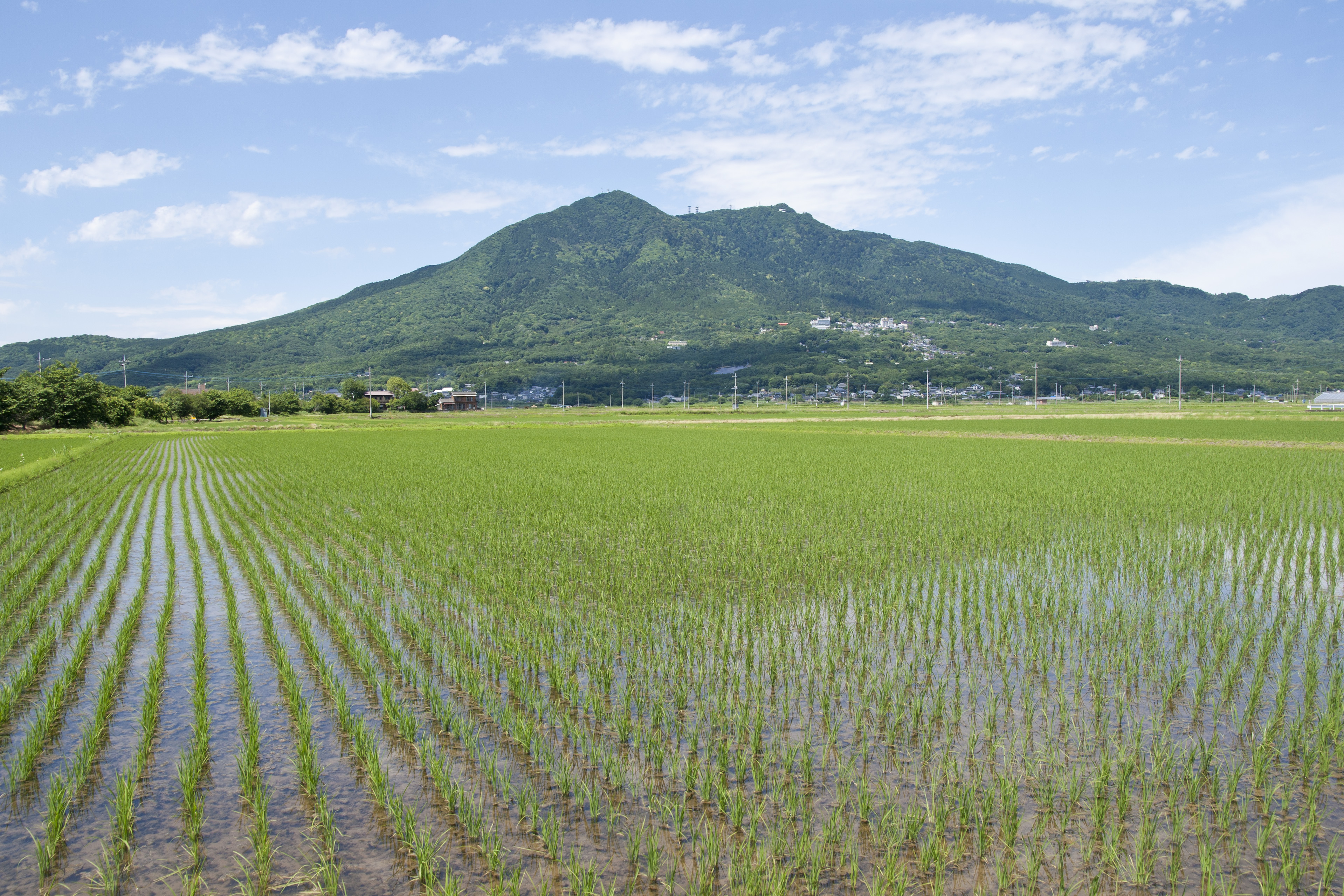
Monte Tsukuba
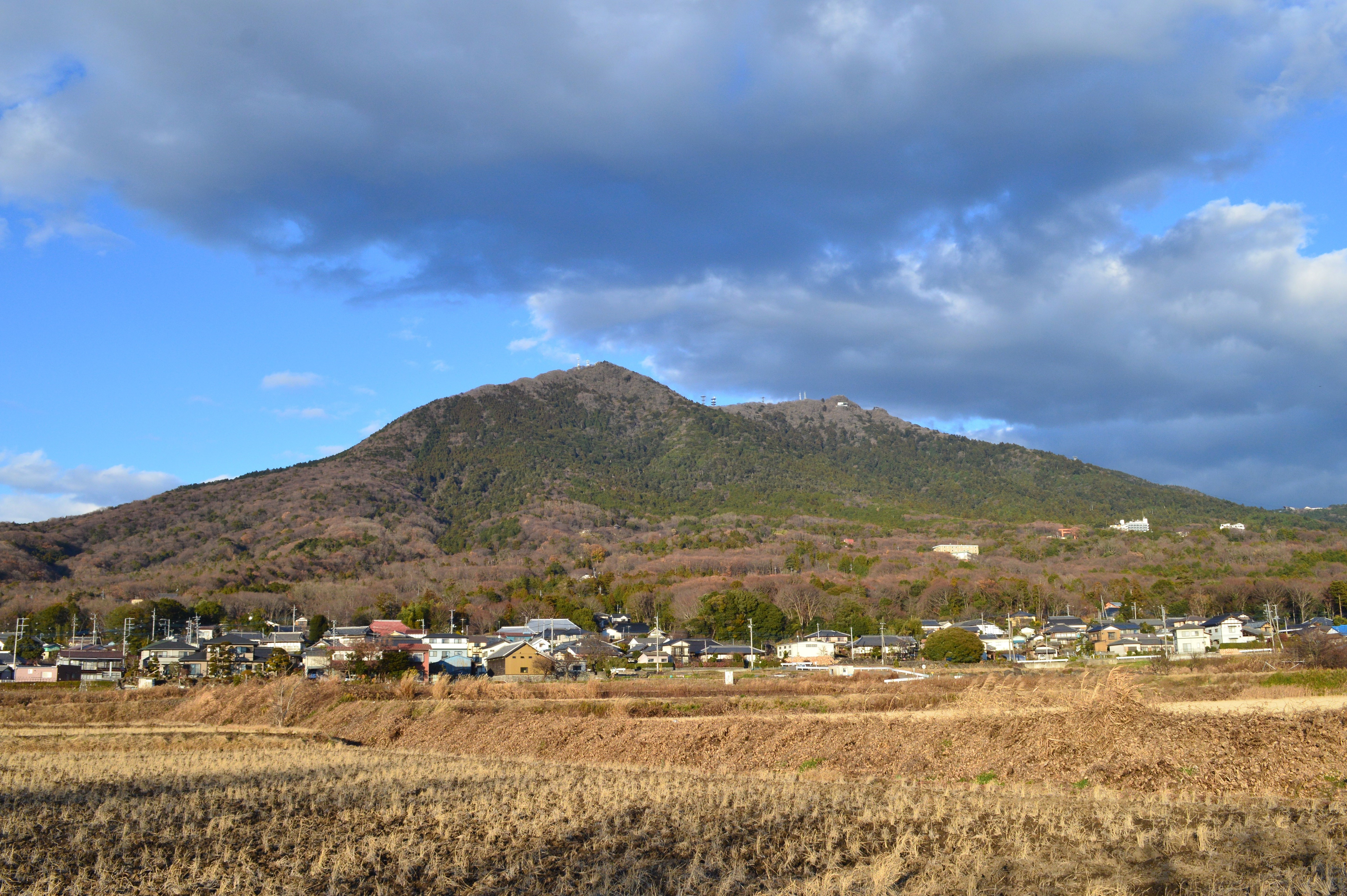
Monte Tsukuba visto no inverno.
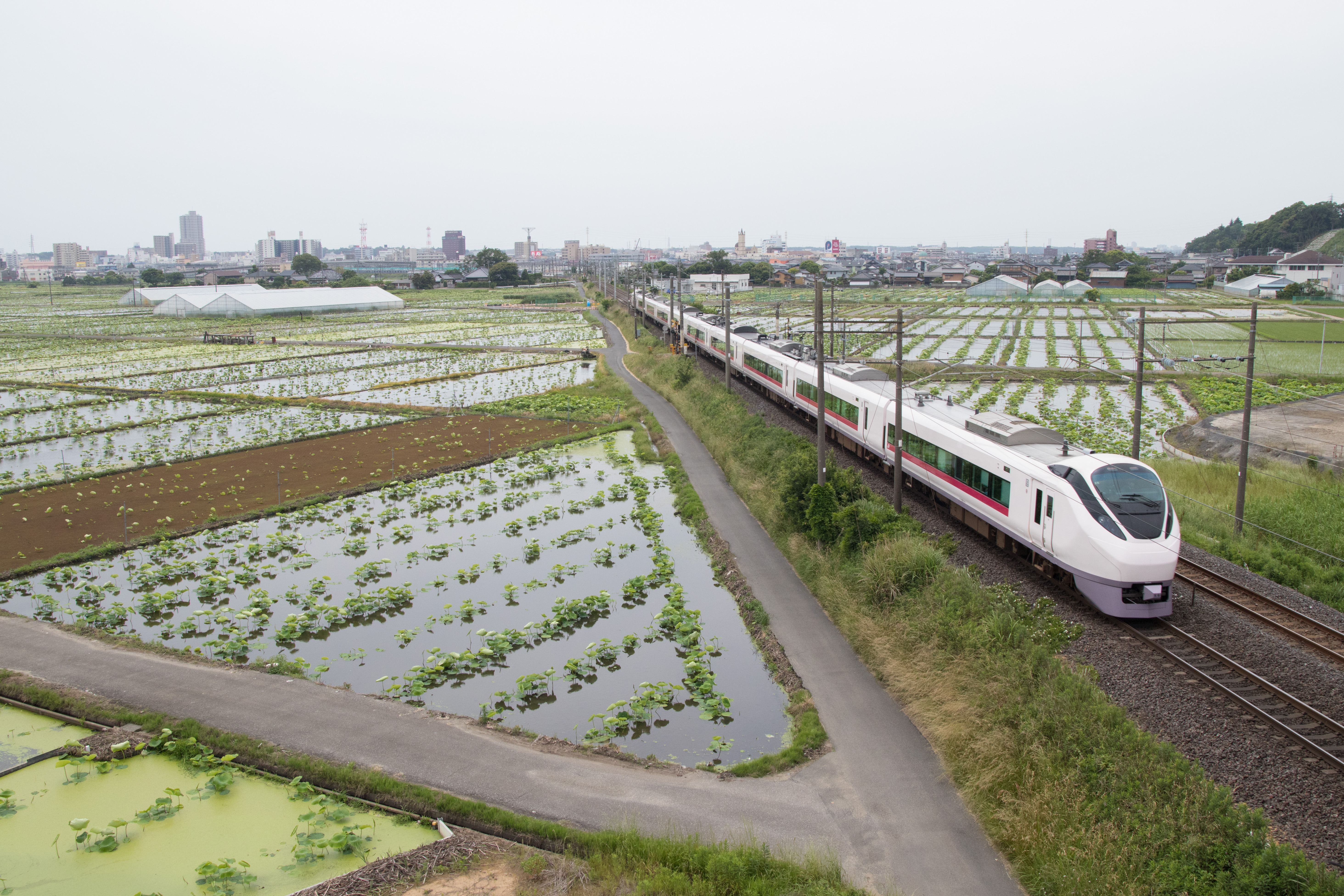
Linha férrea Joban e campos de Lotus no entorno, na cidade Tsuchiura.
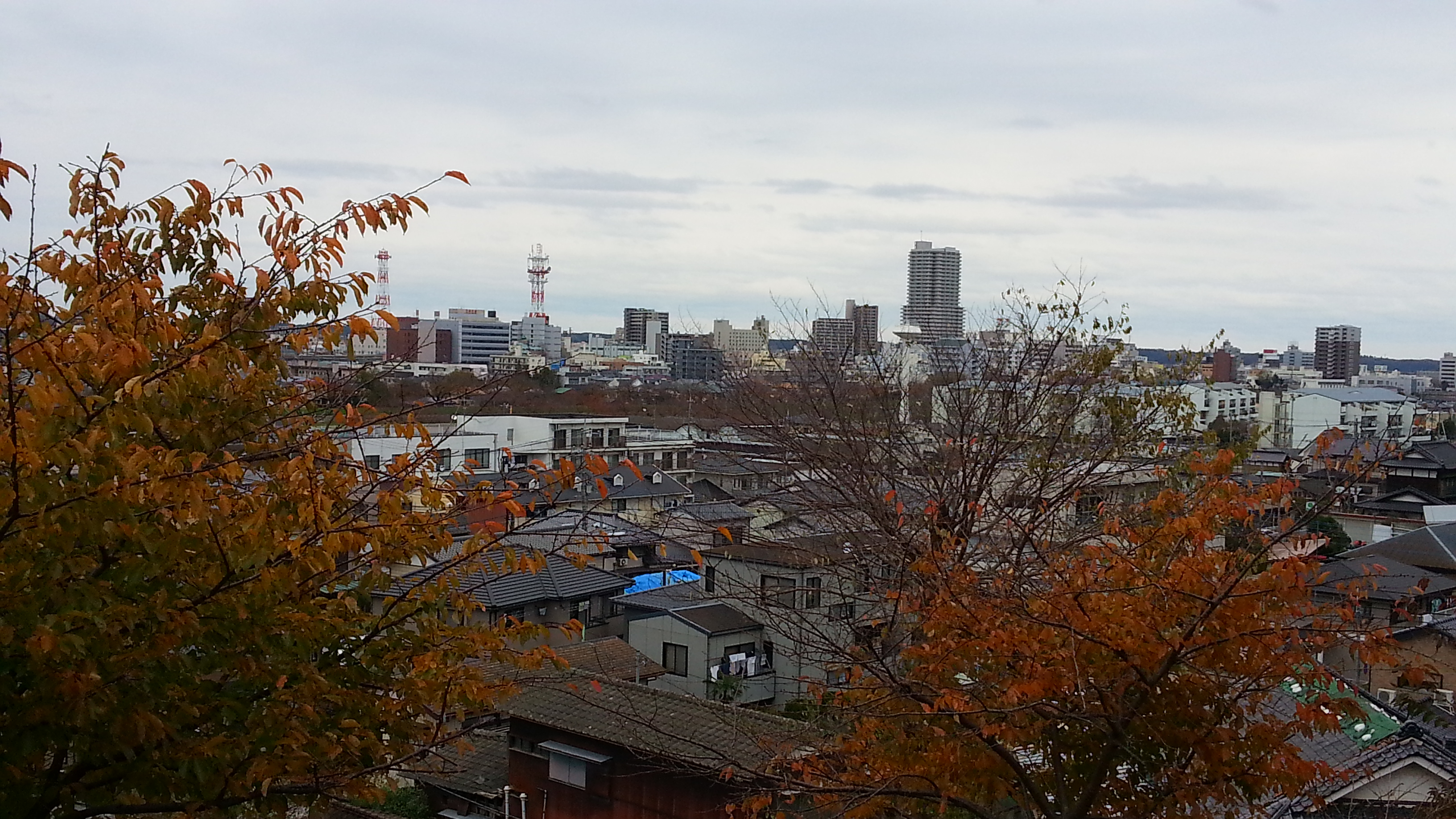
Vista da cidade de Tsuchiura.
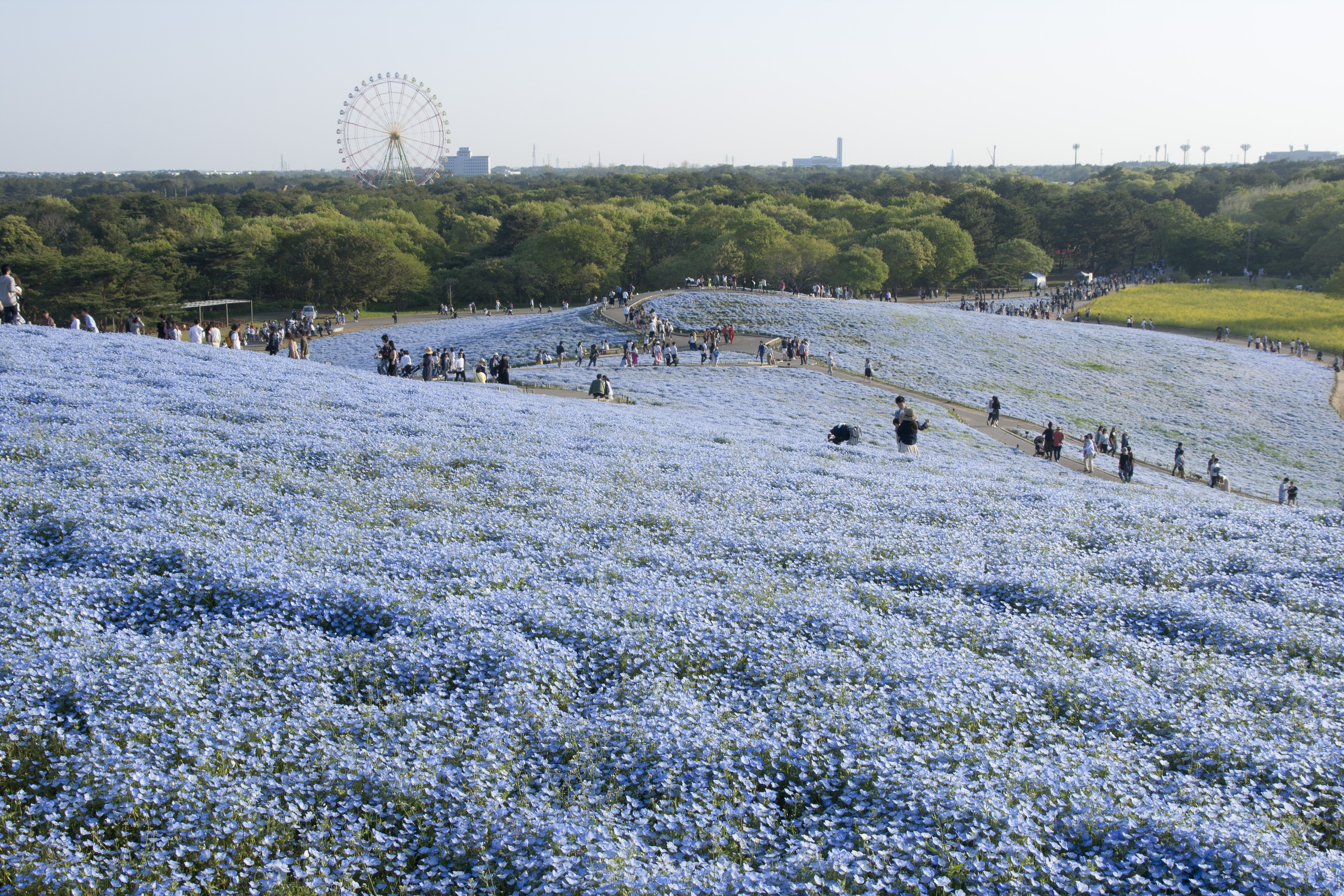
Parque Hitachi Seaside
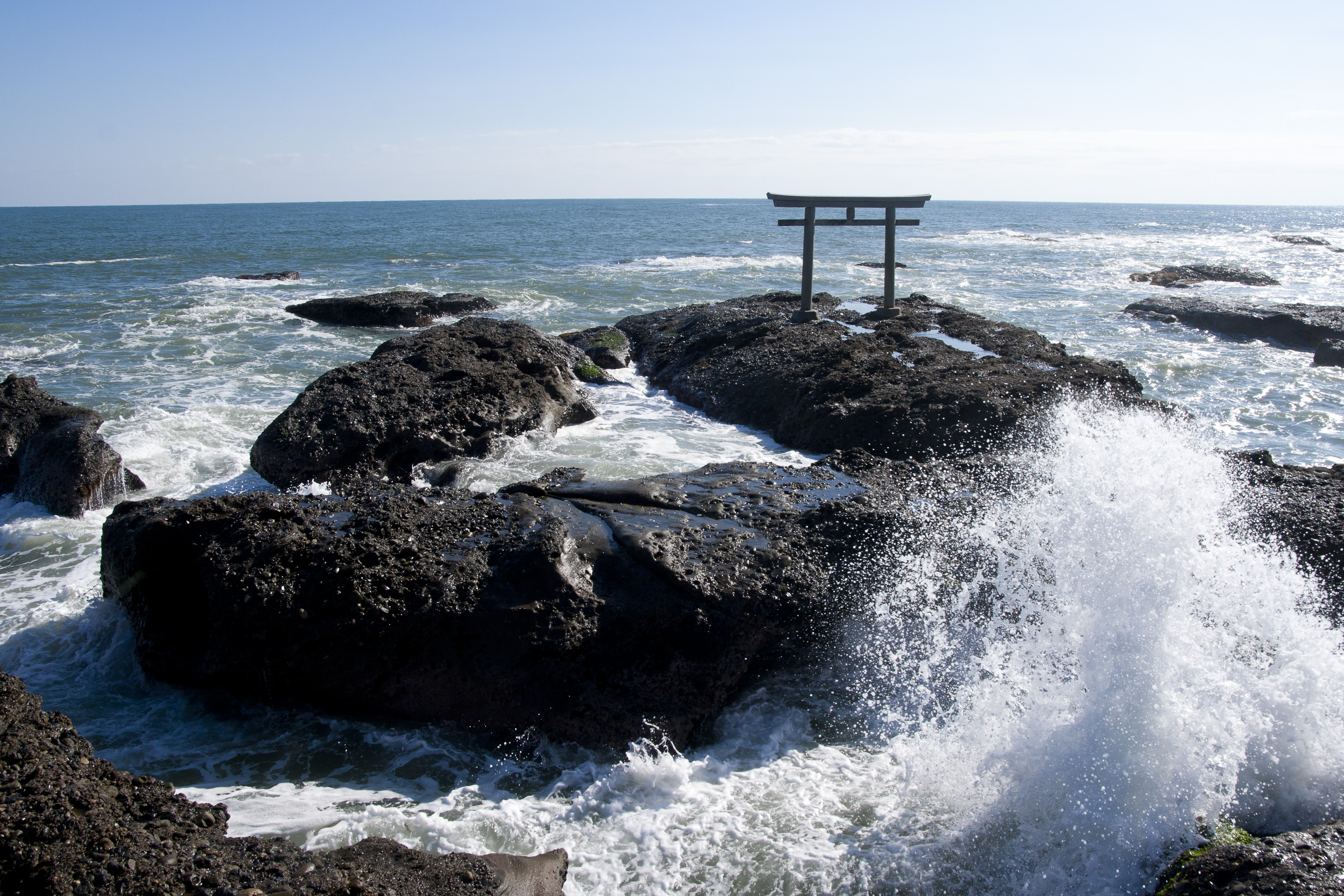
Torii em Oarai
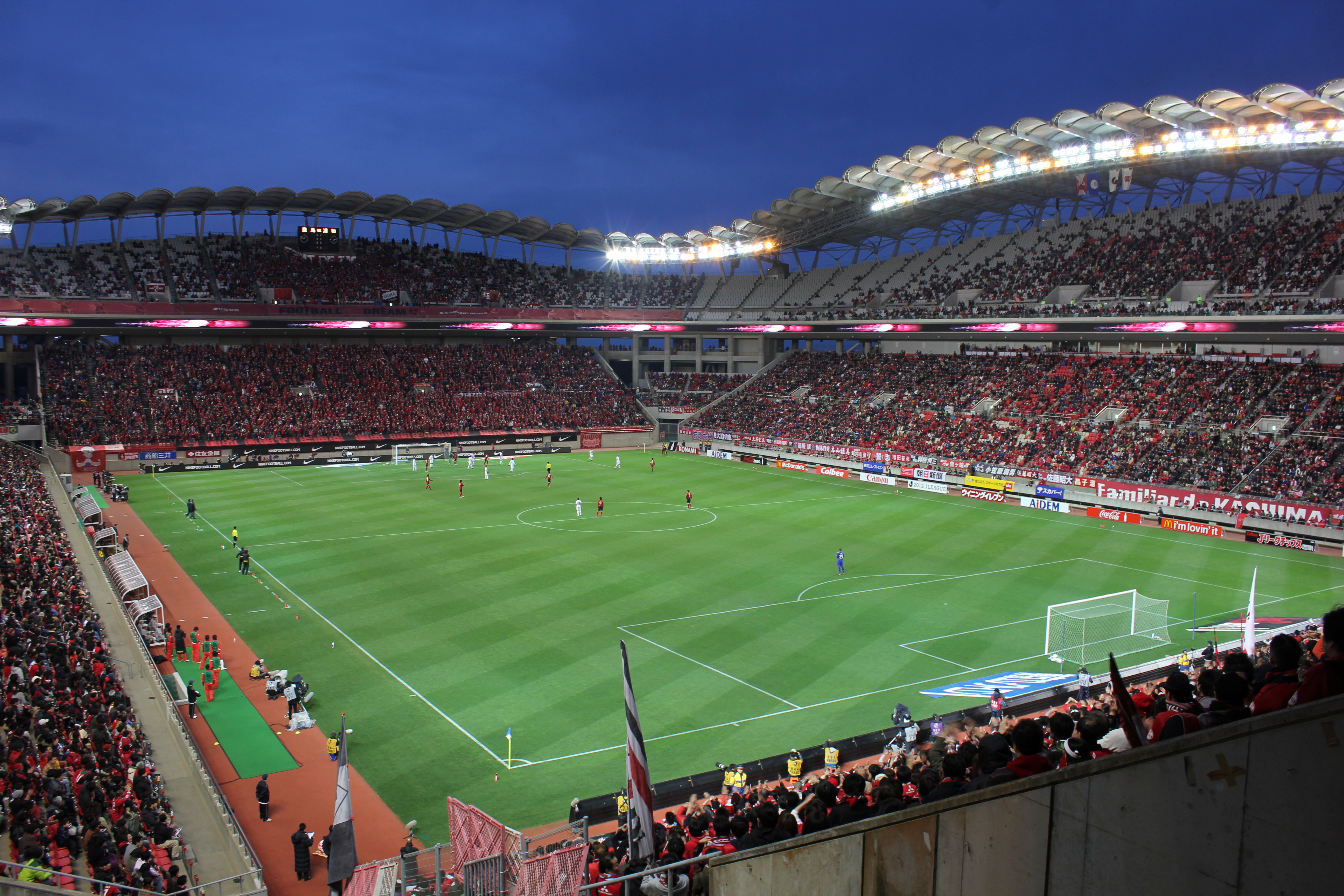
Estádio de futebol do Kashima Antlers, em Kashima.
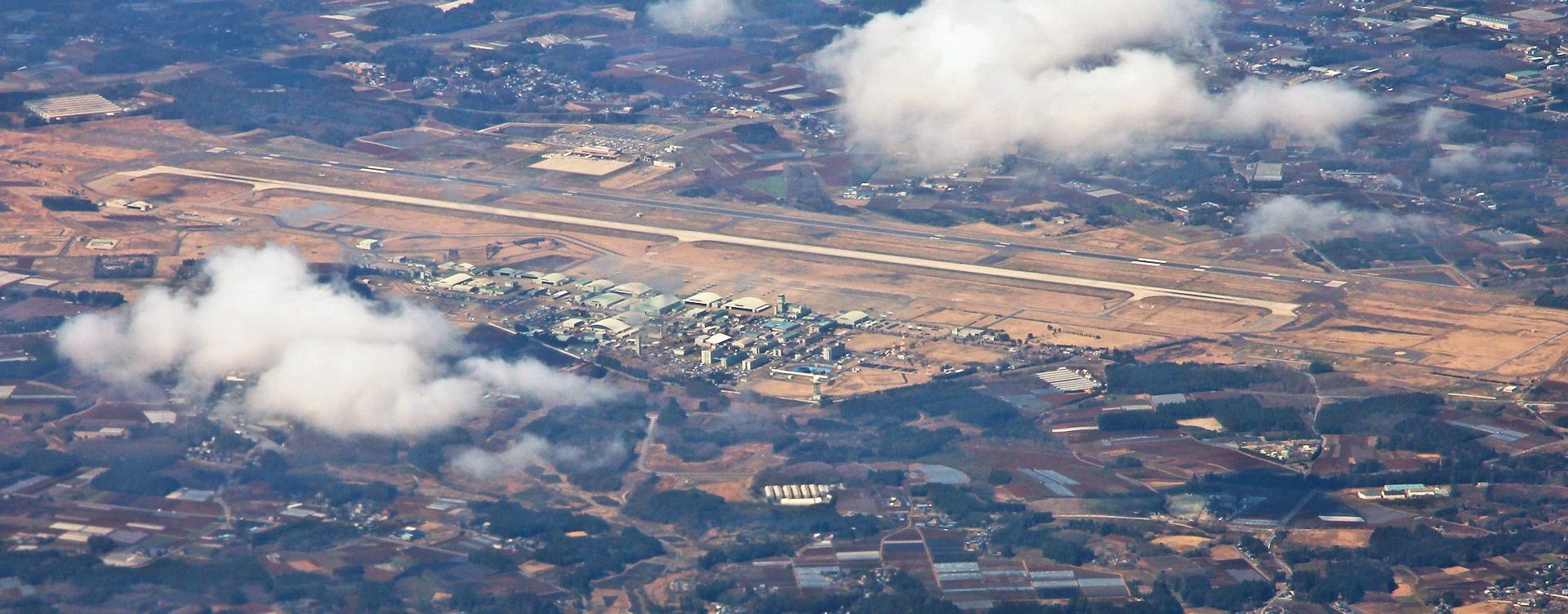
Aeroporto de Ibaraki